# Hermanas de la Tercera Orden Franciscana
Las Hermanas de la Tercera Orden Franciscana o Hermanas de San Francisco de las Comunidades de Neumann (oficialmente en inglés: Sisters of the Third Franciscan Order o Sisters of St. Francis of the Neumann Comunities) son una congregación religiosa católica femenina de derecho pontificio, fundada por la religiosa estadounidense Bernardina Dorn en 1861, en Siracusa (Nueva York). Las religiosas de este instituto son conocidas como Franciscanas de Siracusa y posponen a sus nombres las siglas O.S.F.

## Historia

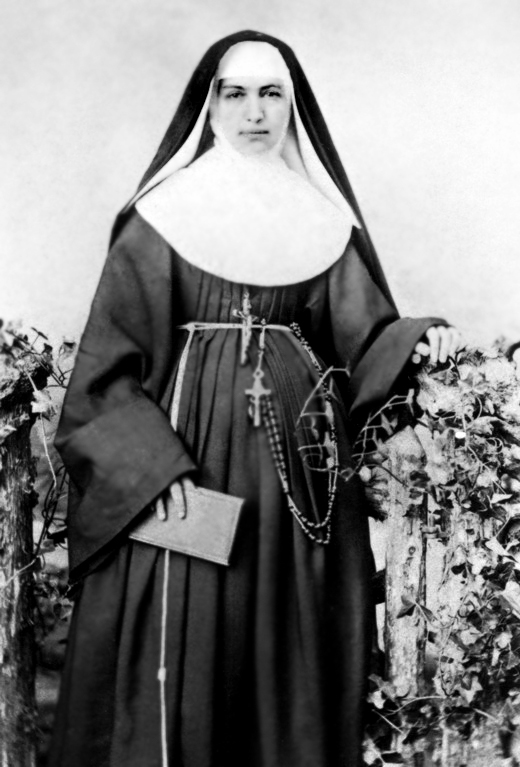
Mariana Cope (1838-1918), uno de los personajes más relevantes de la historia del instituto. Venerada como santa por la Iglesia católica. Dio su vida por los enfermos de lepra en Molokai (Hawái)

Los Hermanos Menores Conventuales de Siracusa, en el Estado de Nueva York (Estados Unidos), con el permiso del obispo de Albany, pidieron al obispo Juan Nepomuceno Neumann, de la diócesis de Filadelfia, algunas religiosas de la congregación por él fundada, las Franciscanas de Glen Riddle, para que les ayudaran en la educación e instrucción cristiana de la juventud católica de la región.
Bernardina Dorn, también cofundadora de las religiosas de Glen Riddle, fue la elegida como guía de la primera casa de la congregación en Siracusa (1860). El obispo de Albany, John McCloskey, independizó dicha comunidad en 1861, convirtiéndose así en una congregación de derecho diocesano. Dorn fue la primera nombrada como la primera superiora general del instituto. El mismo obispo escribió las Constituciones, basándose en la Regla de san Francisco y en la normativa de las Franciscanas Misioneras de Asís.
La sucesora de Dorn, Mariana Cope, abrió la congregación a las misiones y envió las primeras misioneras a Hawái en 1883, las cuales se establecieron en la misión de Molokai, ayudando al famoso misionero belga Jozef de Veuster, más conocido como Damián de Molokai.
En 1907 las Hermanas de la Tercera Orden Franciscana fueron afiliadas a la Orden de los Hermanos Menores Conventuales. El 21 de julio de 1914 recibieron el decreto pontificio de alabanza, por medio del cual se convirtieron una congregación de derecho pontificio. Sus constituciones fueron aprobadas por la Santa Sede el 17 de febrero de 1936.
Otras dos congregaciones derivadas del instituto fundado por Juan Nepomuceno Neumann, a saber: las Hermanas de San Francisco de la Inmaculada Virgen de Hastings-on-Hudson y las Hermanas de San Francisco de la Tercera Orden Regular de Buffalo, junto con las hermanas de Siracusa, se unieron en una sola congregación dando origen a las Hermanas de San Francisco de las Comunidades Neumann, el 11 de julio de 2004. Más tarde se unirían a estas las Hermanas de San Francisco de Millvale el 26 de agosto de 2007. Las hermanas de Siracusa constituyeron la base de la nueva congregación.

## Organización

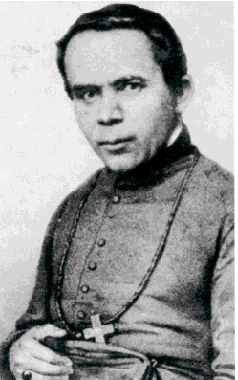
Juan Nepomuceno Neumann (1811-1850), venerado como padre inspirador de la congregación.

La Congregación de Hermanas de la Tercera Orden Franciscana es un instituto religioso centralizado, cuyo gobierno lo ejerce la Superiora general, a quien llaman Ministra general. En la actualidad (2015) el cargo lo ostenta la religiosa estadounidense Roberta Smith.
Las Franciscanas de Siracusa se dedican a la instrucción y educación cristiana de la juventud, en colegios. Además desempeñan su pastoral en hospitales y casas de reposo para ancianos. Desde tiempos de la ministra general Mariana Cope trabajan en la pastoral misionera.
En 2015, el instituto contaba con unas 471 religiosas y 95 casas, presentes en Estados Unidos, Kenia, Perú y Puerto Rico.

## Personajes
- Juan Nepomuceno Neumann (1811-1850), santo, religioso redentorista estadounidense y obispo de Filadelfia (Estados Unidos), considerado padre espiritual e iniciador de la obra de las Hermanas de la Tercera Orden Franciscana. Fue beatificado por el papa Pablo VI el 13 de octubre de 1963 y canonizado por el mismo pontífice el 19 de junio de 1977. En su honor la congregación en 2004 tomó el nombre de Hermanas de San Francisco de las Comunidades de Neumann.[4]
- Mariana Cope (1838-1818), santa, religiosa alemana, Ministra general de la congregación y luego misionera en Molokai. Fue beatificada por el papa Benedicto XVI, el 14 de mayo de 2005, y canonizada por el mismo pontífice el 21 de octubre de 2012.[5]